# Josef Mengele
Josef Mengele (Günzburg, 16. ožujka 1911. – Bertioga, 7. veljače 1979.), njemački nacistički liječnik koji je stekao nadimak Anđeo Smrti zbog svojeg rada u Auschwitzu i drugim koncentracijskom logorima.  Vršio je okrutne pokuse na ljudima, a bio je zadužen i za organizaciju logora: u plinske komore otpravio je 400.000 ljudi, kao i Adolf Eichmann.
Rođen je u gradu Günzburgu, u Bavarskoj.  Bio je najstariji sin Karla i Walburge.  Otac mu je bio industrijalac. Imao je dva brata; ženio se dvaput i imao sina Rolfa (nakon smrti brata Karla, oženio je njegovu udovicu počinivši levirat).  
Borio se kao član Waffen-SS-a i dobio Željezni križ, prvog i drugog reda.  U Auschwitzu je činio razne neetičke pokuse sumnjive znanstvene vrijednosti.  Bio je i u drugim logorima.  Pobjegao je Saveznicima, jer nisu znali koga imaju pred sobom.  Živio je u Argentini. Umro je u 67. godini: plivajući ispred jedne brazilske plaže, doživio je moždani udar i utopio se. Identitet mu je sa sigurnošću potvrđen tek 1992. godine.  Nikad se nije pokajao za svoje zločine.